# L'Ultime Tempête
L'Ultime Tempête (Hellboy: The Storm and the Fury) est un recueil d’histoires de la série Hellboy, et son treizième tome publié aux éditions Delcourt.

## Commentaires
- L'arc narratif, réalisé par le duo Mignola-Fegredo, qui se conclut dans ce volume avait commencé dans L'Appel des ténèbres et s'était poursuivi dans La Grande Battue.

## Publication
- Delcourt (collection « Contrebande »), 2013